# Streamers
Pour plus de détails, voir Fiche technique et Distribution.
Streamers est un film américain réalisé par Robert Altman, sorti en 1983.

## Synopsis
Plusieurs jeune soldats attendent dans un baraquement militaire le moment où ils vont être envoyés pour combattre au Viêt Nam. Des tensions se dessinent quand l'un des soldats révèle son homosexualité.

## Fiche technique
- Titre français : Streamers
- Réalisation : Robert Altman
- Scénario : David Rabe (en) d'après sa pièce
- Photographie : Pierre Mignot
- Production : Robert Altman, Robert Michael Geisler, Nick J. Mileti et John Roberdeau
- Pays d'origine : États-Unis
- Date de sortie : 1983

## Distribution
- Matthew Modine : Billy
- Michael Wright : Carlyle
- Mitchell Lichtenstein : Richie
- David Alan Grier : Roger
- Guy Boyd : Rooney
- George Dzundza : Cokes
- Albert Macklin : Martin
- Bill Allen : Townsend
- Paul Lazar : Lieutenant
- Phil Ward : Kilick
- Todd Savell : Savio
- Mark Fickert : Dr Banes
- Dustye Winniford : Sergent
- Robert Reed : Député

## Récompenses et promotion
- Le casting masculin (Guy Boyd, George Dzundza, David Alan Grier, Mitchell Lichtenstein, Matthew Modine et Michael Wright) a remporté la Coupe Volpi de la meilleure interprétation masculine au 40e Festival de Venise. Le film a été projeté hors compétition au 36e Festival de Cannes.